# Kjallak
Kjallak (apodado el Viejo, nórdico antiguo: hinn gamli, 824-884) fue un caudillo vikingo y jarl del reino de Sogn en Noruega, que luchó contra los embistes expansionistas de Harald I de Noruega y se negó a someterse al gobierno de un rey que estaba convencido de que debía reinar sobre todo lo que le rodeaba.
Su historia aparece es la saga Kjalleklinga. Defendiendo su derecho de seguir siendo libre, Kjallak supo de la historia de Kjetil Jemte que había encontrado un lugar donde vivir en libertad y sin conflictos armados cien años atrás en un lugar llamado Jämtland donde su pueblo se asentó y se gobernaban a sí mismos. Kjallak planteó a su pueblo si querían seguirle y como todos estuvieron conformes partieron con sus naves hacia Trondheim y desde allí cruzaron las montañas y llegaron a Jamtland donde vivieron en paz. Con el tiempo Kjallak se convirtió en caudillo de los jamtlanders y tuvo una hija llamada Gjatlaug que casó con Bjorn Ketilsson, hijo de Ketil Nariz Chata y vivieron en Jämtland hasta la muerte del jarl, y luego partieron hacia Islandia.

## Legado
Otro hijo, Björn sterki Kjállaksson (n. 852) heredó las propiedades de su padre, pero su heredero Kjállak sterki Björnsson (n. 885), también emigró a Islandia, y fundó un asentamiento en Kjallakstaðir.
Un hijo de Kjállak sterki fue Þorgrímur Kjallaksson, que lideró a su clan familiar, los Kjalleklingar y entraron en un conflicto con los Þórnesingar de Þorsteinn Þórólfsson a mediados del siglo X.